# الحب والكذب
الحب والكذب (باليابانية: 恋と嘘، بالروماجي: Koi to Uso) سلسلة مانغا يابانية من تأليف ورسم موساوا (معروف أيضا باسم موساوا تسوموغي (紬木 ムサヲ Tsumugi Musawo)). صدرت في عام 2014 ولديها 6 مجلدات حتى الآن. واقتبست إلى مسلسل أنمي ومسلسل دراما.

## القصة
الكذب محظور والحب محظور بأضعاف، في المستقبل القريب عندما يُصبح الشاب الياباني في عمر 16 تقوم الحكومة باختيار شريك للزواج به، لم يعد الناس يواجهون أي مشاكل أو عناء في البحث عن شريك الحياة، فالحكومة سوف تجد الشريك المتوافق معك وستعيش في سعادة، يوكاري نيجيما يبلغ 15 عامًا ويعيش في زاوية بلدة صغيرة، سواء من الناحية التعليمية أو الرياضية فهو أقل من المتوسط العام، لكن بداخله يحترق قلبه من العاطفة.

## روابط خارجية
- الحب والكذب على موقع ANN anime (الإنجليزية)
- الحب والكذب على موقع ANN manga (الإنجليزية)